# دوري ساموا الأمريكية لكرة القدم 2010
دوري ساموا الأمريكية لكرة القدم 2010 هو موسم من دوري ساموا الأمريكية لكرة القدم. فاز فيه Pago Youth FC ‏.